# Турченко, Николай Архипович
Николай Архипович Турченко (1921—1972) — старший сержант Рабоче-крестьянской Красной Армии, участник Великой Отечественной войны, Герой Советского Союза (1943).

## Биография
Николай Турченко родился 15 июня 1921 года в селе Холмогоровка (ныне — Шаган Кербулакский район Алматинской области Казахстана). после окончания шести классов школы работал трактористом. 
В 1940 году Турченко был призван на службу в Рабоче-крестьянскую Красную Армию. В 1942 году окончил Ульяновское военное пехотное училище.
С июля 1942 года — на фронтах Великой Отечественной войны. В боях был тяжело ранен.
К сентябрю 1943 года старший сержант Николай Турченко командовал отделением 565-го стрелкового полка 161-й стрелковой дивизии 40-й армии Воронежского фронта. Отличился во время битвы за Днепр. В составе разведгруппы Турченко пробрался в село Рымаровка Гадячского района Полтавской области Украинской ССР, лично захватив «языка» и уничтожив 3 немецких солдат. Когда советские части вышли к Днепру. Турченко одним из первых переправился через него в районе села Луковица Каневского района Черкасской области Украинской ССР, провёл разведку немецкой обороны и принял активное участие в боях за захват и удержание плацдарма.
Указом Президиума Верховного Совета СССР от 23 октября 1943 года за «мужество и героизм, проявленные при освобождении Украины и форсировании Днепра», старший сержант Николай Турченко был удостоен звания Героя Советского Союза с вручением ордена Ленина и медали «Золотая Звезда» за номером 2024.
После окончания войны Турченко был демобилизован. Проживал и работал сначала в Ульяновске, затем в Минеральных Водах. Умер 25 сентября 1972 года, похоронен на городском кладбище Минеральных Вод.

## Награды
орден Ленина и медаль «Золотая Звезда» (23.10.1943), медаль За отвагу (25.09.1943).
Был также награждён рядом медалей.

## Память
Его барельеф установлен на Аллее Героев Советского Союза – минераловодцев, погибших в Великой Отечественной войне.